# Marquard vom Stein

„Wie der Ritter vom Thurn synen doͤchtern dyß Bůch zů jren Handen über antwurt“,
Buchillustration 1493

Ritter Marquard vom Stein oder Markwart (Marx; Marcus) von Stain zu Uttenweiler (französisch Marc de la Pierre; * um 1425 wahrscheinlich in Uttenweiler; † 1495/96  vermutlich in oder bei Montbéliard, beigesetzt in Lucelle) war ein Gräflich württembergisch-mömpelgardischer Rat und Landvogt, der 1495 am Reichstag zu Worms teilnahm und die mittelalterliche Exempelsammlung Livre pour l’enseignement de ses filles (= Buch zur Unterrichtung seiner Töchter) des Geoffroi de La Tour Landry ins Deutsche übersetzte.

## Leben
Marquard vom Stein war ein naher Verwandter (Vater oder Onkel) des Humanisten Eitelwolf von Stein. Marquards Vater war Ritter Konrad (III.) von Stain zu Uttenweiler († zwischen 1477 und 1481).
Zur Familie → Eitelwolf von Stein
Marquart vom Stein wurde 1452 in Rom von Kaiser Friedrich III. auf der Engelsbrücke („Teyffer-Brücke“) zum Ritter geschlagen. Er reiste 1453/54 mit Guillaume (VII.) de Chalon-Arlay nach Jerusalem.
1457 kaufte er Blumberg (Florimont) von den Grafen Oswald I. (1424–1488) und Wilhelm von Thierstein-Pfeffingen († 1498) und wurde von Erzherzog Albrecht VI. von Österreich mit der Herrschaft belehnt. Von den Grafen Eberhard V. von Württemberg-Urach und Heinrich von Württemberg wurde Marquart vom Stein um 1460 und erneut 1474 zum Landvogt in Mömpelgard (Montbéliard; „Montpellicart“) bestellt. 1469 war er ein Rat Herzog Sigmunds „des Münzreichen“ von Österreich, den er zum Abschluss des Vertrags von Saint-Omer begleitete. Marquart vom Stein kämpfte in den Burgunderkriegen mit Konrad von Sachsenheim (Ehemann einer Nichte) auf Seiten der antiburgundischen „Niederen Vereinigung“. Herzog Karl „der Kühne“ von Burgund forderte Georg vom Stein 1476 auf, seinen Bruder (den er 1469 in Saint-Omer persönlich getroffen hatte) von Feindseligkeiten gegen ihn abzuhalten.
Die Brüder Marquart und Konrad (V.) vom Stain verkauften 1476 Schloss und Dorf Göffingen mit dem Burgstall auf dem Bussen an Bruno von Hornstain genannt Hertenstein. 1490 und 1495 stimmten die beiden noch lebenden Brüder Marquard und Konrad (V.) (als potentielle männliche Erben) dem Verkauf der Herrschaft Zossen durch Georg vom Stein an die Markgrafschaft Brandenburg zu.
1495 nahm der Rat Marquart vom Stein für „Wirtenberg“ am Reichstag zu Worms teil.
Kurz vor seinem Tod wurde Marquard vom Stein „zu Ottenweiler“ zusammen mit dem brandenburgischen Rat Eitelwolf vom Stein (wohl seinem Sohn) vor dem Reichskammergericht wegen einer Bürgschaft seines verstorbenen Bruders Georg von Stein von dem Tiroler Truchsess Martin von Neideck († 1503) verklagt.

## Prosaübersetzer einer französischen Didaxe (Exempelsammlung)
Marquart vom Stein wurde bekannt als Übersetzer einer Handschrift der mittelalterlichen Exempelsammlung (Lebenslehre; Didaxe) Livre pour l’enseignement de ses filles (= Buch zur Unterrichtung seiner Töchter), verfasst 1371/72 von Geoffroy IV. de la Tour Landry (* 1326; † 1402/06), unter dem Titel „Der Ritter vom Turn: von den exempeln der gotsforcht vn[d] erberkeit“ ins Deutsche (in alemannische Mundart). Die deutsche Erstausgabe von 1493 enthält Illustrationen (Holzschnitte), die Albrecht Dürer und Urs Graf zugeschrieben werden.

## Familie
Marquart vom Stein heiratete, möglicherweise in zweiter Ehe, vor 1464 Agnes von Mörsberg (Morimont), Tochter von Peter von Mörsberg (* um 1415; † 1474/78), Beisitzer des Kammergerichts, Oberkämmerer Erzherzogs Albrecht VI. von Österreich, Landvogt im Elsass und Breisgau, und der Margareta von Rathsamhausen (* um 1425; † 1465). Christoph von Mörsperg („Mesperg“) und Belfort († um 1478), Rat und Burggraf von Graz, Kämmerer von Kaiser Friedrich III., der 1464 als „Schwager“ Georg von Stains bezeichnet wird, war ein Sohn von dessen Bruder Hans Heinrich von Moersberg († vor 1459). Beigesetzt wurden Marquart von Stein und seine Frau Agnes von Mörsberg im Kloster Lützel (Lucelle), wo auch seine Schwiegereltern lagen. Bereits 1490/91 hatte er dort ein Jahresgedächtnis für seine Familie gestiftet.
 Als seine eigenen Töchter, für die Marquart vom Stein die Übersetzung des Livre pour l’enseignement de ses filles anfertigte, werden erwähnt:
1. Elisabeth vom Stein (* 1461?[23] † nach 1477), weil „das schwartz Els noch nit vast geng uf den beinen“, kurte es in Wildbad.[4]
2. Jakobea vom Stein († nach 1521),[31][26] heiratete Bernhardin von Reinach (* um 1453; † 1532 oder 1546),[32] ab 1496 Pfandherr zu Blumberg, Sohn des Hans Erhart (Eberhard) von Reinach[16][7] und der Catherina vom Haus.

Zeitgenössische Namensvettern des Marquard von Stain → Eitelwolf von Stein

## Werke
- (Übersetzer) Der Ritter vom Turn. von den exemplen der Gotzforcht und erberkeit. (Kolophon) Der spiegel der Tugenden und Ersamkeit durch den hochberümpten Ritter vom Turn, mitt schönen vnn[d] kostlichen hystorien vnd Exempel, zu vnderwysung syner Kind, jn Frantzosischer sprach begriffen, vnd durch den Edlen fürnemen vnd Strengen, hern Marquart vom Stein Ritter, vnd Landtuogt zu Montpellicart, in Tütsch transferirt vnd gezogenn. Michael Furter für „J. B.“ = Johann Bergmann de Olpe,[35] Basel 1493 (digitale-sammlungen.de)
  - (Nachdruck) Der Spiegel der tugent vnd Ersamkeit. Johann Schaur, Augsburg 1495 (digitale-sammlungen.de).
  - Nachdruck Hans Schönberger, Augsburg 1498 (staatsbibliothek-berlin.de).
  - 2. Auflage Michael Furter, Basel 1513 (digitale-sammlungen.de), (Google-Books).
  - (Nachdruck) Johann Knobloch d. Ä., Straßburg 1519 (onb.ac.at).
  - (Handschrift / Abschrift der Inkunabel) Marquart von Stein: ‚Der Ritter vom Turn von den Exempeln der gotsforcht und erberkeit‘, um 1563; Landesbibliothek Oldenburg (Cim I 204a, Bl. 145r–253v)[36]
  - (Abdruck in:) Sigmund Feyerabendt (Hrsg.): Das Buch der Liebe, inhaltendt herrliche schöne Historien allerleÿ alten und newen Exempel. Sigmund Carin Feyerabendt, Frankfurt am Main 1587, Bl. 285–314 (e-rara.ch).
- (veränderte Neuausgabe)[37] Der Ritter vom Thurn Zuchtmaister der Weiber und Junckfrawen. Anweisung der Junckfrawen und Frawen, wesz sich eyn jede in irem standt, gegen jderman in diser arglistigen Welt, mit geberden, sitten und worten, halten sol. Jakob Cammerlander, Straßburg 1538 (Google-Books).